# 鹿鸣春

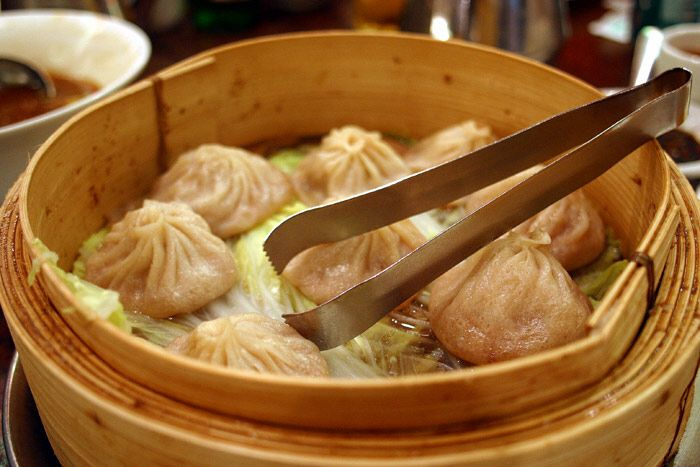
鹿鸣春的小籠饅頭

鹿鸣春是位于纽约市的三家连锁上海风味餐馆，其英文名为。鹿鸣春的三家连锁店分别位于皇后区法拉盛（总店）、曼哈顿中城区以及唐人街。鹿鸣春最知名的特色菜是其推出的猪肉和蟹黄小籠饅頭，并以此发展了一批常客。鹿鸣春曾在多家知名杂志中被提及，例如Time Out的纽约版；并获得该杂志评选出的1998年餐饮奖。鹿鸣春还被著名餐饮业评比组织Zagat多次认可为纽约唐人街的顶级餐馆之一。
另：辽宁亦有一家鹿鸣春饭店。